# Niobrara County

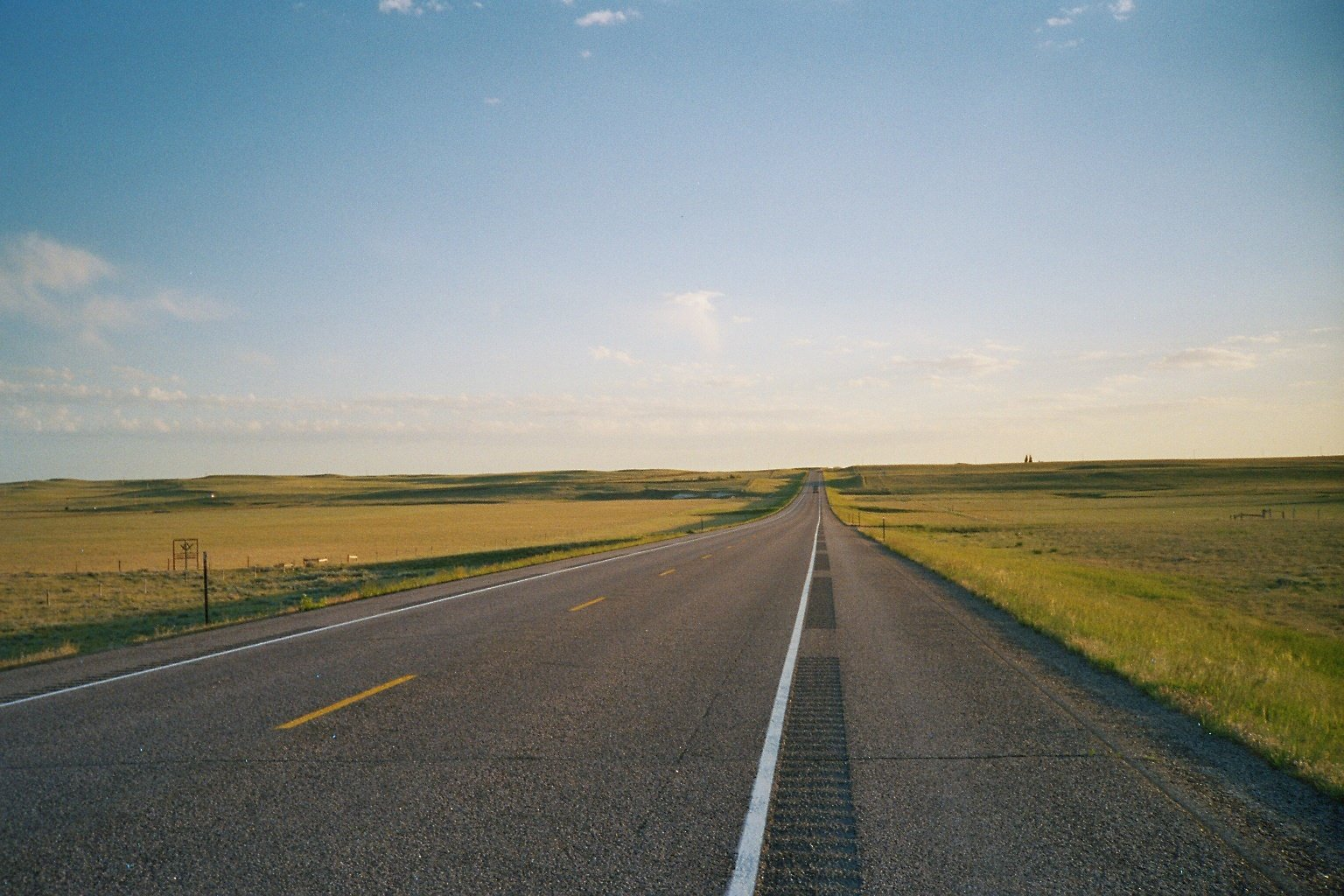
U.S. Route 85 in Niobrara

Niobrara County is een van de 23 county's in de Amerikaanse staat Wyoming en werd opgericht in 1911.
De county heeft een landoppervlakte van 6.801 km² en telt 2.407 inwoners (volkstelling 2000). De hoofdplaats is Lusk.
Albany · Big Horn · Campbell · Carbon · Converse · Crook · Fremont · Goshen · Hot Springs · Johnson · Laramie · Lincoln · Natrona · Niobrara · Park · Platte · Sheridan · Sublette · Sweetwater · Teton · Uinta · Washakie · Weston